# Unit 4 + 2
Unit 4 + 2 foi uma banda britânica de música pop. Tiveram grande sucesso na década de 1960 com o single "Concrete and Clay", que alcançou o 1° lugar das paradas musicais do Reino Unido.
Incapaz de repetir o feito, o grupo passou por uma troca de gravadora e mudanças em sua formação. As reformulações não surtiram resultado, e a banda separou-se definitivamente em 1970. 

## Discografia

### Álbuns
- 1965 Concrete and Clay - 1965
- 1969 Unit 4 + 2 - 1969

### Singles
- 1964 "Green Fields"
- 1964 "Sorrow and Pain"
- 1965 "Concrete and Clay"
- 1965 "You've Never Been in Love Like This Before"
- 1965 "Hark"
- 1965 "You've Got to Be Cruel to Be Kind"
- 1966 "Baby Never Say Goodbye"
- 1966 "For A Moment"
- 1967 "I Was Only Playing Games"
- 1967 "Too Fast, Too Slow"
- 1967 "Butterfly"
- 1967 "Loving Takes a Little Understanding" -
- 1968 "You Ain't Goin' Nowhere"
- 1969 "3.30"